# Olympique de Marseille
Olympique de Marseille (phát âm tiếng Pháp: [ɔlɛ̃pik də maʁsɛj], phương ngữ [olɛ̃ˈpikə də maχˈsɛjə]; tiếng Occitan: Olimpic de Marselha, phát âm [ulimˈpi de maʀˈsejɔ]), còn được gọi đơn giản là Marseille hoặc viết tắt OM (IPA: [o.ɛm], địa phương [oˈɛmə]), là một câu lạc bộ bóng đá chuyên nghiệp tại thành phố Marseille, Pháp; được thành lập năm 1899 và phần lớn chơi ở các giải bóng đá hàng đầu nước Pháp suốt lịch sử tồn tại. Marseille đã chín lần vô địch giải hạng nhất Pháp Ligue 1, mười lần đoạt Cúp nước Pháp và là đội bóng Pháp duy nhất từng đoạt chức vô địch UEFA Champions League sau trận thắng AC Milan 1-0 bằng bàn thắng của hậu vệ Basile Boli ngày 26 tháng 5 năm 1993.
Sau chức vô địch Cúp C1 này không lâu, OM bị phát hiện dính vào vụ bán độ đầy tai tiếng với đội bóng Valenciennes trong cùng mùa giải 1992-1993, kết quả là dù vô địch Pháp năm đó Marseille vẫn bị tước danh hiệu đồng thời bị phạt rớt xuống hạng nhì.
Từ mùa 1996-1997, Olympique Marseille trở lại chơi tại Giải hạng nhất Pháp Ligue 1. Phải đến mùa giải 2009 - 2010, Marseille mới lại giành được chức vô địch quốc gia Pháp.
Sân vận động Vélodrome có sức chứa 67.000 khán giả là sân nhà của đội OM, nằm ở phía nam thành phố Marseille. OM đã chơi tại đây từ năm 1937. Từ năm 1997, chủ sở hữu đội bóng là tỉ phú người Thụy Sĩ Robert Louis-Dreyfus.
Áo thi đấu truyền thống của Olympique de Marseille có màu trắng với những đường viền phụ màu xanh lơ. Khẩu hiệu bằng tiếng Pháp của đội Droit Au But có nghĩa là "Thẳng tiến tới khung thành" được in trên áo cùng với một ngôi sao tượng trưng cho một chức vô địch Champions League đã giành được. Marseille còn là đội bóng được yêu thích nhất nước Pháp, có lực lượng cổ động viên trung thành rất hùng hậu thường lấp đầy các khán đài sân Vélodrome giúp OM đạt số lượng trung bình khán giả đến sân lớn nhất tại Pháp, chẳng hạn chỉ số cho mùa 2007-2008 là 52.600 khán giả/trận.

## Lịch sử

### Thời kì đầu

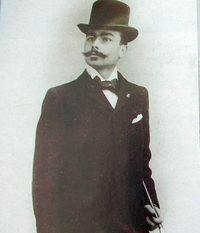
René Dufaure de Montmirail, người thành lập Marseille

Theo ông André Gascard, người đã từng chơi bóng cho OM trước thế chiến thứ nhất, sau đó trở thành huấn luyện viên, tham gia công tác điều hành, rồi là người lưu trữ sử liệu của câu lạc bộ, thì Olympique de Marseille được thành lập bởi ông René Dufaure de Montmirail vào năm 1892, nhưng đến năm 1899 đội mới sử dụng tên gọi như ngày nay là Olympique de Marseille. Trước đó đội lần lượt mang tên Sporting Club, US Phocéenne, rồi Football Club de Marseille. Các điều lệ của câu lạc bộ được đại hội thành viên thông qua vào tháng 8 năm 1899. Khẩu hiệu "Thẳng tiến tới khung thành" (Droit au but) bắt nguồn từ môn bóng bầu dục vốn là môn thể thao chính của câu lạc bộ lúc bấy giờ.
Cũng theo André Gascard, sau khi gia nhập USFSA năm 1898, mãi đến năm 1902 nhờ người Anh và người Đức mà môn bóng đá mới bắt đầu được chơi tại l'OM. Do có nguồn lực tài chính mạnh hơn và tổ chức tốt hơn các đội bóng khác cùng thành phố Marseille như Sporting, Stade, Phocéenne... nên OM đã trở thành câu lạc bộ thống trị làng bóng đá thành phố cảng lúc đó.  Đội thời đó thi đấu ở sân stade de l'Huveaune.
Năm 1904 đội giành chức vô địch Championnat du Littoral (Giải vô địch vùng Duyên hải) lần đầu sau khi đánh bại nhiều đội bóng khác ở Marseille và vùng phụ cận, rồi giành quyền dự vòng chung kết của giải vô địch bóng đá Pháp. Thời đó, từ "football" dùng cho môn bóng bầu dục, còn môn bóng đá được gọi là "association". Ở giải đấu cấp quốc gia, đội liên tiếp bốn lần thất bại tại trận bán kết vào các năm 1904, 1905, 1906, 1908. Nhưng tiếp tục vô địch vùng Duyên hải thêm năm năm liên tiếp nữa. Phải đến cuối thập niên 1910, với sự trưởng thành của Stade Helvétique de Marseille, OM mới hết làm mưa làm gió ở miền Nam nước Pháp. Stade Helvétique sau đó làm điều mà Olympique de Marseille không làm được là đoạt 3 chức vô địch giải bóng đá Pháp do USFSA tổ chức trước khi thế chiến thứ nhất bùng nổ.

### Thập niên 1920
Từ thập niên 1920, l'OM bắt đầu trở thành một đội bóng lớn tại Pháp. Marino Dallaporta trở thành chủ tịch câu lạc bộ năm 1921 và mang về Marseille một số ngôi sao lớn. Như tại mùa giải 1923-1924, hai tuyển thủ Pháp Édouard Crut và Jean Boyer đã được chiêu mộ về từ Paris.
Olympique de Marseille đã ngay lập tức có được danh hiệu quốc gia đầu tiên khi liên tiếp đoạt ba chiếc Cúp bóng đá Pháp vào các năm 1924, 1926 và 1927, trong đó chiếc cúp năm 1924 là danh hiệu quan trọng đầu tiên đội có được sau khi đánh bại kình địch FC Sète, vốn là đội thống trị bóng đá Pháp thời đó, tại trận chung kết. Năm 1929, OM vô địch giải bóng đá nghiệp dư Pháp, tiền thân của Ligue 1 ngày nay. Thời gian này nhiều tuyển thủ của đội tuyển Pháp đang chơi bóng tại Marseille, như Jules Dewaquez, Jean Boyer, Joseph Alcazar
Chính vì những thành tích trên mà OM là một trong hai mươi đội bóng được chọn để tham gia giải vô địch bóng đá chuyên nghiệp đầu tiên của Pháp được tổ chức năm 1932. Đội bắt đầu chuyển sang hoạt động theo quy chế chuyên nghiệp.

### Kỷ nguyên chuyên nghiệp
Giải vô địch quốc gia chuyên nghiệp đầu tiên của Pháp được tổ chức vào năm 1932-1933 được chia làm hai bảng. OM đứng thứ hai ở bảng đấu của mình sau đội vô địch giải là Olympique lillois, mặc dù Marseille đã hạ đội bóng phía Bắc nước Pháp tới 7 - 0 tại trận khai mạc giải.
Mùa giải tiếp theo (1933-1934). Đội để vuột mất cú đúp đầu tiên trong lịch sử của mình sau khi cùng giành ngôi á quân ở các cúp Quốc gia và giải vô địch quốc gia sau FC Sète. Đáng tiếc nhất là tại giải vô địch quốc gia năm đó, khi Marseille còn ba trận đấu muộn trong khi Sète đã đấu tất cả các trận của mình và chỉ hơn OM đúng một điểm cũng như thua rất sa về hiệu số bàn thắng. OM chỉ cần hòa một trong ba trận đấu cuối là giành ngôi vô địch, tiếc là đội bóng thành phố cảng đã thất thủ ở cả ba trận đấu đó và ngậm ngùi về nhì.
Năm 1937 Marseille lần đầu tiên vô địch giải chuyên nghiệp Pháp nhờ hiệu số bàn thắng +30 hơn đội xếp nhì FC Sochaux-Montbéliard có hiệu số +17 (tỉ số bàn thắng bàn thua 1,76 so với 1,33). Hai danh hiệu khác mà OM giành được trong khoảng thời gian này là hai chiếc cúp bóng đá Pháp vào các năm 1935 và 1938. Đội cũng giành ngôi á quân quốc gia vào các năm 1938, 1939.

### Thập niên 1940
Năm 1938 Larbi Ben Barek ký hợp đồng với l'OM rồi trở thành "viên ngọc đen" của đội, nhưng thế chiến thứ hai đã kết thúc sự nghiệp của ông. Mùa bóng 1942-1943 ghi nhận rất nhiều kỉ lục của đội: 100 bàn thắng trong 30 trận; thắng Avignon 20-2 trong đó riêng cầu thủ Aznar ghi 9 bàn (gồm 8 bàn đầu tiên giúp OM dẫn 8-0); Aznar ghi tổng cộng 56 bàn sau 38 trận ở cả hai giải vô địch quốc gia và cúp quốc gia.
Năm 1948 OM vô địch Pháp nhờ trận hòa Sochaux cùng hai trận thắng quan trọng vào cuối mùa tại Stade Vélodrome trước Roubaix (6-0) và Metz (6-3) khi có sự trở lại của Aznar và Robin vào mùa xuân.
Năm 1952 đội suýt rớt hạng nhưng 31 bàn thắng của Gunnar Andersson đã giúp đội thoát được. Năm 1953 Andersson lập kỉ lục ghi 35 bàn thắng trong một mùa, còn OM thua OGC Nice  1-2 trong trận chung kết cúp nước Pháp năm 1954. OM thi đấu rất vất vả thời kì này nên rớt xuống hạng nhì lần đầu năm 1959. Trừ mùa 1962-1963 chơi tại hạng nhất thì từ năm 1959 đến 1965 OM chơi tại hạng nhì. Năm 1965, Marcel Leclerc thành chủ tịch đội bóng.

### Kỷ nguyên của Marcel Leclerc và sự khủng hoảng
Khoảng thời gian Marcel Leclerc làm chủ tịch từ 1965 đến 1972 là kỷ nguyên đầu tiên OM thống trị giải vô dịch Pháp. Tham vọng của ông giúp OM trở lại Ligue 1 năm 1965 rồi sau đó đoạt cúp bóng đá Pháp năm 1969. Mùa 1970-1971, Roger Magnusson đã hỗ trợ tiền đạo Josip Skoblar ghi 44 bàn tại Ligue 1 giúp OM đoạt chức vô địch, còn Skoblar đoạt chiếc giày vàng châu Âu. Mùa 1971-1972, sự xuất hiện của hai cầu thủ Georges Carnus và Bernard Bosquier từ AS Saint-Etienne giúp OM giành cú đúp vô địch Ligue 1 và cúp nước Pháp.
Nhưng thành công không kéo dài được bao lâu khi ngày 19 tháng 7 năm 1972 Marcel Leclerc bị buộc rời khỏi đội. Vị chủ tịch cứng rắn này dọa sẽ rút OM khỏi Ligue 1 do liên đoàn không chấp nhận một đội bóng có ba cầu thủ nước ngoài, trong khi ông muốn mang về ngôi sao Hungary Zoltán Varga mà OM đã có đủ hai cầu thủ ngoại quốc theo quy định thời đó. Bất ngờ OM thay vì ủng hộ đã sa thải ông, bắt đầu thời kì khủng hoảng của đội với chỉ một cúp nước Pháp năm 1976 rồi bị rớt xuống hạng nhì. Marseille chơi ở hạng nhì tám năm với đội hình gồm rất nhiều cầu thủ trẻ (như Éric Di Meco) sau này giúp đội trở lại hạng nhất năm 1984.

### Kỷ nguyên của Bernard Tapie

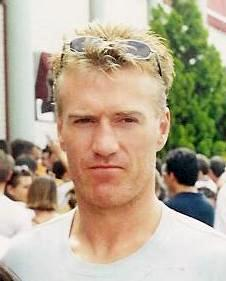
Didier Deschamps là đội trưởng l'OM vô địch UEFA Champions League 1992-93

Ngày 12 tháng 4 năm 1986 nhờ sự hậu thuẫn của thị trưởng Marseille Gaston Defferre, ông Bernard Tapie trở thành chủ tịch đội bóng, bắt đầu thời kì tạo nên đội hình mạnh nhất trong lịch sử bóng đá Pháp. Hai hợp đồng chất lượng đầu tiên ông mang về OM là Karl-Heinz Forster và Alain Giresse sau Giải vô địch bóng đá thế giới năm 1986. Những năm tiếp theo ông ký hàng loạt hợp đồng với rất nhiều danh thủ như Jean-Pierre Papin, Chris Waddle, Klaus Allofs, Enzo Francescoli, Abedi Pelé, Didier Deschamps, Basile Boli, Marcel Desailly, Rudi Völler, Eric Cantona, cùng nhiều huấn luyện viên nổi tiếng như Franz Beckenbauer, Gérard Gili, Raymond Goethals với tham vọng mang về nhiều thành tích cho đội. Từ năm 1989 đến 1992, OM vô địch Ligue 1 bốn lần liên tiếp cùng một Cúp bóng đá Pháp. Đỉnh cao của OM thời kì này là chức vô địch Champions League bằng bàn thắng của hậu vệ Basile Boli vào lưới AC Milan trong trận chung kết ngày 26 tháng 5 năm 1993 trên sân vận động Olympic tại Munich, Đức. Đây cũng là chức vô địch Champions League duy nhất bóng đá Pháp đạt được đến bây giờ, đồng thời giúp Didier Deschamps trở thành đội trưởng trẻ nhất còn Fabien Barthez là thủ môn trẻ nhất từng đoạt danh hiệu này.

### Vụ bán độ OM/Valenciennes
Thành công này không ngờ là điểm bắt đầu cho một thập niên xuống dốc của đội khi chủ tịch Tapie bị phát hiện đã dàn xếp một vụ bán độ tai tiếng bậc nhất trong lịch sử bóng đá Pháp, là vụ bán độ OM/VA. Ông đã mua chuộc các cầu thủ đội Valenciennes (VA) trước trận OM-VA mùa 1992-1993 để đảm bảo Marseille thắng trận để vô địch sớm và không ai bị thương trước trận chung kết Champions League với AC Milan diễn ra ngay sau đó. Hậu quả là OM bị tước chức vô địch Ligue 1 mùa 1992-1993, không được tham dự cúp châu Âu và cúp liên lục địa mùa kế tiếp, đồng thời bị đánh rớt xuống giải hạng nhì Pháp Ligue 2.

### Con đường trở lại vinh quang?
Marseille trở lại hạng nhất năm 1996 do sự hậu thuẫn của ông chủ mới của đội Robert Louis-Dreyfus cũng là chủ hãng Adidas. Ông chọn Rolland Courbis làm huấn luyện viên, ký hợp đồng với các cầu thủ Fabrizio Ravanelli, Laurent Blanc, Andreas Köpke để cuối mùa bóng 1996-1997 OM xếp thứ 11. Mùa 1998-1999 OM kỉ niệm 100 năm thành lập với đội hình gồm những ngôi sao như Robert Pirès, Florian Maurice, Christophe Dugarry, William Gallas và vị trí thứ hai sau Girondins Bordeaux tại Ligue 1. Cũng mùa này, đội lọt vào chung kết UEFA Cup rồi thua Parma 0-3. Tháng 11 năm 1999, Courbis phải rời đội do khởi đầu mùa bóng mới khá thất vọng.
Năm 2004 OM lại vào trận chung kết cúp UEFA, sau khi lần lượt đánh bại Dnipro Dnipropetrovsk, Inter Milan, Liverpool và Newcastle United đầy ấn tượng rồi lại thua Valencia bấy giờ vừa vô địch Tây Ban Nha với tỉ số 0-2. Người hâm mộ OM lại phải tiếp tục chờ một chức vô địch quan trọng từ 1993 đến nay.
Tháng 1 năm 2007, doanh nhân Canada Jack Kachkar đàm phán với Dreyfus để mua OM nhưng do ông thương thảo quá lâu nên ngày 22 tháng 3 ông Dreyfus quyết định không bán đội.
Tháng 5 năm 2007 OM vào trận chung kết Cúp bóng đá Pháp gặp FC Sochaux-Montbéliard, và lại thua trên loạt sút luân lưu sau khi hòa 2-2 trong giờ đấu chính thức. Đội kết thúc mùa 2006-2007 ở hạng thứ hai sau Lyon, giành quyền tham dự Champions League mùa sau. Trước đó đội đã thua PSG 1-2 trong trận chung kết cúp quốc gia năm 2006.
Tại giải Champions League, bằng trận thắng bất ngờ 1-0 trên sân Anfield của Liverpool năm 2007 bởi bàn thắng đẹp của Mathieu Valbuena, OM là đội bóng Pháp đầu tiên thắng tại sân nhà Liverpool. Nhưng đội lại thua Liverpool 0-4 tại Vélodrome qua đó Liverpool là đội bóng Anh đầu tiên thắng trận tại đây.
Đầu tháng 5 năm 2009 khi OM đang dẫn đầu Ligue 1 thì huấn luyện viên Eric Gerets tuyên bố sẽ ra đi vào cuối mùa, và việc này đã gây ít nhiều xáo trộn trong đội. Ngay sau đó ban lãnh đạo Marseille tuyên bố Didier Deschamps cựu cầu thủ OM sẽ dẫn dắt đội từ mùa bóng 2009-2010.
Tại mùa bóng đầu tiên dẫn dắt Marseille, Deschamps đã đưa Marseille đến chức vô địch nước Pháp lần thứ 9 trong lịch sử sau 18 năm chờ đợi. Cùng trong mùa giải 2009 - 2010, Marseille còn giành chiếc cúp Liên đoàn lần đầu tiên.
Sau khi ông chủ Robert Louis-Dreyfus qua đời, Marseille được chuyển giao cho con gái của ông Robert Louis-Dreyfus. Ở mùa giải 2010 - 2011, đội bóng đã lọt vào vòng 2 của Champions League. Kết thúc mùa giải, Marseille bảo vệ thành công chiếc cúp Liên đoàn, song chỉ xếp thứ 2 ở Ligue 1 và để mất chức vô địch vào tay Lille.

## Sân vận động
Từ năm 1904 đến 1937, Marseille chơi tại sân Stade de l'Huveaune sức chứa 15 000 khán giả do chính đội sở hữu, khác với sân Stade Vélodrome hiện nay do đội thuê lại. Từ năm 1937 đến nay OM thuê Stade Vélodrome làm sân nhà tuy vậy có một số thời điểm đội vẫn dùng sân l'Huveaune, như thời Marcel Leclerc để buộc chính quyền thành phố Marseille phải giảm giá cho thuê sân Vélodrome, hoặc khi sân Vélodrome sửa chữa chuẩn bị cho vòng chung kết Euro 1984 và World Cup 1998.
Lần sửa năm 1998 tạo thêm hai khán đài bắc (Virage Nord) và khán đài nam (Virage Sud) cùng với hai khán đài chính Jean Bouin và Ganay có tổng sức chứa 60 013 khán giả, thường xuyên đầy kín các cổ động viên trung thành của đội. Người hâm mộ hy vọng chính quyền thành phố sẽ sớm tăng sức chứa cũng như lợp mái che tất cả các khán đài.
Trước mỗi trận đấu tại Vélodrome người ta thường được nghe bài hát Jump của ban nhạc rock Van Halen, còn khi OM ghi bàn cổ động viên hay hát bài Come with Me của Puff Daddy.
Hiện tại, để chuẩn bị cho Euro 2016, một dự án nâng cấp sân Velodrome đã được thông qua, theo đó, toàn bộ khán đài sẽ được lợp mái che và sức chứa sẽ lên tới 65000 đến 70000 người.

## Cổ động viên
Không khí trên sân Stade Vélodrome khi OM thi đấu luôn sôi động so sự cuồng nhiệt của khán giả, đặc biệt từ sức cổ vũ của các hội cổ động viên của đội ở hai khán đài bắc và nam phía sau khung thành. Họ thường sử dụng pháo sáng, những lá cờ to và thường ngồi xếp thành biểu trưng của đội bóng.
Khán đài bắc-Patrice de Peretti
Khán đài bắc dành cho các hội cổ động viên Yankee Nord Marseille, Marseille Trop Puissant, Fanatics,  Dodgers. Các hội thường mua vé xem trọn mùa từ đầu giải rồi chia lại cho các hội viên. Từ năm 2002 khán đài bắc chính thức mang tên Patrice de Peretti (1972-2000), cố sáng lập viên đồng thời là lãnh đạo hội cổ động viên Marseille Trop Puissant.
Khán đài nam
Khán đài nam thường dành cho các hội cổ động viên Commando Ultras 1984, South Winners, Amis de l'OM, Club Central des Supporteurs.
Livorno - AEK - Marseille
Giữa ba đội bóng AS Livorno (Ý), AEK Athens (Hy Lạp), và Olympique Marseille có quan hệ rất mật thiết. Cổ động viên OM thường trưng biểu ngữ ủng hộ hai câu lạc bộ này.

## Các kỷ lục
- Đội bóng Pháp duy nhất từng vô địch Champions League/European Cup: 1993
- Bị thủng lưới ít nhất trong một mùa bóng: 21 bàn thua (mùa 1991-1992).
- Thắng trên sân khách nhiều nhất trong một mùa: 12 trận (mùa 1971-1972). (kỉ lục ngang với Saint-Etienne và Lyon).
- Cầu thủ ghi nhiều bàn thắng nhất trong một mùa: Josip Skoblar, 44 bàn, đoạt chiếc giày vàng châu Âu mùa 1970-1971.

## Danh hiệu
OM đã 9 lần vô địch hạng nhất Pháp, xếp sau AS Saint-Étienne với 10 lần, Marseille  hai lần đoạt "cú đúp" gồm chức vô địch hạng nhất và cúp quốc gia năm 1972 và 1989. Đội cũng là câu lạc bộ Pháp duy nhất từng vô địch UEFA Champions League với danh hiệu năm 1993.

### Danh hiệu quốc tế
- UEFA Champions League/Cúp C1
  - Vô địch (1):  1993
- UEFA Cup
  - Á quân (3):  1999, 2004, 2018
- Cúp Intertoto:
  - Vô địch (1):  2005

### Danh hiệu trong nước
- Division 1/Ligue 1[23]
  - Vô địch (9):  1937, 1948, 1971, 1972, 1989, 1990, 1991, 1992, 2010
- Division 2
  - Vô địch (1):  1995
- Cúp bóng đá Pháp
  - Vô địch (10):  1924, 1926, 1927, 1935, 1938, 1943, 1969, 1972, 1976, 1989
- Cúp Liên đoàn bóng đá Pháp
  - Vô địch (3):  2010, 2011, 2012
- Challenge des champions[24]
  - Vô địch (3):  1971, 2010, 2011
- Coupe Charles Drago
  - Vô địch (1):  1957
- Championnat de France Amateurs
  - Vô địch (1):  1929

### Danh hiệu vùng
- Championnat DH Sud-Est
  - Vô địch (4):  1927, 1929, 1930, 1931
- Championnat USFSA Littoral
  - Vô địch (6):  1904, 1905, 1906, 1907, 1908, 1919

### Các giải giao hữu
- 1 Tournament of Bruxelles (1937)
- 1 Ludo Coeck Trophy (1987)
- 1 Tournament of Auxerre (1988)
- 1 Tournament of Marseille (1990)
- 1 Tournament of Paris (1991)
- 1 Tournoi de l'Amitié (1992)
- 1 Mediterranean Cup (1995)
- 1 Coupe des Rois (2000)
- 1 Défi Celte TV Breizh (2001)
- 1 Ciutat de Barcelona Trophy (2005)
- 1 Challenge Michel Moretti (2008)

## Cầu thủ

### Đội hình hiện tại
Tính đến ngày 5/9/2024.
Ghi chú: Quốc kỳ chỉ đội tuyển quốc gia được xác định rõ trong điều lệ tư cách FIFA. Các cầu thủ có thể giữ hơn một quốc tịch ngoài FIFA.
| Số | VT | Quốc gia           | Cầu thủ                                |
| -- | -- | ------------------ | -------------------------------------- |
| 1  | TM | Argentina          | Gerónimo Rulli                         |
| 3  | HV | Pháp               | Quentin Merlin                         |
| 5  | HV | Argentina          | Leonardo Balerdi (đội trưởng)          |
| 6  | HV | Thụy Sĩ            | Ulisses Garcia                         |
| 7  | TV | Argentina          | Valentín Carboni (mượn từ Inter Milan) |
| 9  | TĐ | Pháp               | Elye Wahi                              |
| 10 | TĐ | Anh                | Mason Greenwood                        |
| 11 | TV | Maroc              | Amine Harit                            |
| 12 | TM | Hà Lan             | Jeffrey de Lange                       |
| 13 | HV | Canada             | Derek Cornelius                        |
| 14 | TĐ | Cameroon           | Faris Moumbagna                        |
| 17 | TĐ | Anh                | Jonathan Rowe (mượn từ Norwich City)   |
| 18 | HV | Bờ Biển Ngà        | Bamo Meïté                             |
| 19 | TV | Cộng hòa Trung Phi | Geoffrey Kondogbia                     |
| 20 | HV | Pháp               | Lilian Brassier                        |
| 21 | TV | Pháp               | Valentin Rongier                       |

| Số | VT | Quốc gia               | Cầu thủ                                                    |
| -- | -- | ---------------------- | ---------------------------------------------------------- |
| 22 | TĐ | Pháp                   | Enzo Sternal                                               |
| 23 | TV | Đan Mạch               | Pierre-Emile Højbjerg (mượn từ Tottenham Hotspur; đội phó) |
| 24 | TV | Cameroon               | François Mughe                                             |
| 29 | HV | Tây Ban Nha            | Pol Lirola                                                 |
| 32 | TĐ | Pháp                   | Neal Maupay (mượn từ Everton)                              |
| 34 | TV | Maroc                  | Bilal Nadir                                                |
| 36 | TM | Tây Ban Nha            | Rubén Blanco                                               |
| 37 | TV | Anh                    | Emran Soglo                                                |
| 41 | TĐ | Pháp                   | Salim Ben Seghir                                           |
| 44 | TĐ | Brasil                 | Luis Henrique                                              |
| 47 | TV | Pháp                   | Gaël Lafont                                                |
| 48 | TĐ | Pháp                   | Keyliane Abdallah                                          |
| 51 | TV | Canada                 | Ismaël Koné                                                |
| 62 | HV | Panamá                 | Michael Murillo                                            |
| 99 | HV | Cộng hòa Dân chủ Congo | Chancel Mbemba                                             |

### Cho mượn
Ghi chú: Quốc kỳ chỉ đội tuyển quốc gia được xác định rõ trong điều lệ tư cách FIFA. Các cầu thủ có thể giữ hơn một quốc tịch ngoài FIFA.
| Số | VT | Quốc gia    | Cầu thủ                                        |
| -- | -- | ----------- | ---------------------------------------------- |
| —  | TM | Tây Ban Nha | Pau López (tại Girona đến 30/6/2025)           |
| —  | TM | Cameroon    | Simon Ngapandouetnbu (tại Nîmes đến 30/6/2025) |

| Số | VT | Quốc gia | Cầu thủ                                           |
| -- | -- | -------- | ------------------------------------------------- |
| —  | HV | Pháp     | Samuel Gigot (tại Lazio đến 30/6/2025)            |
| —  | TV | Maroc    | Azzedine Ounahi (tại Panathinaikos đến 30/6/2025) |

### Đội dự bị và đội trẻ
Ghi chú: Quốc kỳ chỉ đội tuyển quốc gia được xác định rõ trong điều lệ tư cách FIFA. Các cầu thủ có thể giữ hơn một quốc tịch ngoài FIFA.
| Số | VT | Quốc gia    | Cầu thủ           |
| -- | -- | ----------- | ----------------- |
| 32 | HV | Thụy Sĩ     | Roggerio Nyakossi |
| 33 | TV | Pháp        | Stéphane Sparagna |
| 38 | TĐ | Bờ Biển Ngà | Ange Lago         |

| Số | VT | Quốc gia | Cầu thủ          |
| -- | -- | -------- | ---------------- |
| 39 | TV | Comoros  | Raimane Daou     |
| 41 | TĐ | Pháp     | Sofiane Sidi Ali |

## Cầu thủ nổi tiếng
| Pháp - Manuel Amoros (1989-1993) - Fabien Barthez (1992-1995), (2002-2006) - Laurent Blanc (1997-1999) - Alain Boghossian (1993-1994) - Basile Boli (1990-1994) - Joseph Bonnel (1967-1973) - Éric Cantona (1988-1991) - Benoît Cauet (1987-1990) - Benoît Cheyrou (2007-nay) - Djibril Cissé (2006-2008) - Didier Deschamps (1989-1990), (1991-1994) - Éric Di Meco (1981-1986), (1988-1994) - Alou Diarra (2011-2012) - Jean Djorkaeff (1966-1970) - Jean-François Domergue (1986-1988) - Christophe Dugarry (1998-2000) - Mathieu Flamini (2003-2004) - William Gallas (1997-2001) - Bernard Genghini (1986-1988) - André-Pierre Gignac (2010-2015) - Alain Giresse (1986-1988) - Sabri Lamouchi (2005-2006) - Frank Leboeuf (2001-2003) - Bixente Lizarazu (2004-2005) - Steve Mandanda (2007-nay) - Florian Maurice (1998-2001) - Samir Nasri (2004-2008) - Dimitri Payet (2013-2015), (2017-nay) - Bruno N'Gotty (2001-2002) - Pascal Olmeta (1990-1993) - Robert Pirès (1998-2000) - Jean-Pierre Papin (1986-1992) - Loïc Rémy (2010-2013) - Franck Ribéry (2005-2007) - Franck Sauzée (1988-1990), (1991-1993) - Didier Six (1978-1980) - Mathieu Valbuena (2006-nay) - Sylvain Wiltord (2009) - Mario Zatelli (1935-1938), (1944-1948) - Jules Zvunka (1966-1973) - Claude Makélélé (1997-1998) - Marcel Desailly (1992-1993) - Jocelyn Angloma (1991-1994) - Marius Trésor (1972-1980) - Jean Tigana (1989-1991) - Ibrahim Ba (2002) - Yssa Christian Catulusi (1996-1998) Albania - Lorik Cana (2005-2009) Algérie - Brahim Hemdani (2001-2005) - Foued Kadir (2013-nay) - Karim Ziani (2007-2009) Argentina - Lucho González (2009-2012) - Gabriel Heinze (2009-2011) - Héctor Rial (1962-1963) - Héctor Yazalde (1976-1977) - Renato Civelli (2006-2007) (2008-2009) | Bỉ - Daniel van Buyten (2001-2004) Bosnia - Blaž Slišković (1986-1987) Brasil - Sonny Anderson (1993-1994) - Brandão (2009-2012) - Hilton (2008-2011) - Jaguaré (1936-1939) - Jairzinho (1974-1975) - Paulo Cézar Lima (1974-1975) - Carlos Mozer (1989-1992) Bulgaria - Yordan Letchkov (1996-1997) Cameroon - Joseph-Antoine Bell (1985-1988) - Stéphane Mbia (2009-2012) - Nicolas Nkoulou (2011-nay)) - François Omam-Biyik (1992) - Joseph Yegba Maya (1962-1970) Bờ Biển Ngà - Cyril Domoraud (1997-1999) - Didier Drogba (2003-2004) - Bakari Koné (2008-2010) Croatia - Alen Bokšić (1992-1993) - Vedran Runje (2001-2004) - Josip Skoblar (1966-1967), (1969-1975) Ai Cập - Mido (2003-2004) Đức - Klaus Allofs (1987-1989) - Karlheinz Förster (1986-1990) - Andreas Köpke (1996-1998) - Rudi Völler (1992-1994) Ghana - André Ayew (2007-2008) (2010-nay) - Jordan Ayew (2009-nay) - Abedi Pelé (1987-1989), (1990-1993) Anh - Joey Barton (2012-nay) - Laurie Cunningham (1984-1985) - Trevor Steven (1991-1992) - Chris Waddle (1989-1992) Ireland - Tony Cascarino (1994-1997) Ý - Angelo Bollano (1948-1950) - Fabrizio Ravanelli (1998-2000) | Liberia - George Weah (2000-2001) Mali - Salif Keita (1972-1973) - Seydou Keita (1999-2000) Maroc - Larbi Benbarek (1938-1939), (1953-1955) Ba Lan - Piotr Świerczewski (2001-2003) Bồ Đào Nha - Paulo Futre (1993-1994) - Rui Barros (1993-1994) Hà Lan - Boudewijn Zenden (2007-2009) Nigeria - Taye Taiwo (2005-2011) Nga - Igor Dobrovolski (1992-1993) - Dmitri Sychev (2002-2004) Senegal - Habib Beye (2003-2007) - Souleymane Diawara (2009-nay) - Mamadou Niang (2005-2010) Serbia - Dragan Stojković (1990-1994) Tây Ban Nha - César Azpilicueta (2010-2012) - Rafael Martín Vázquez (1992) - Iván de la Peña (1999-2000) - Alfonso Pérez (2001-2002) Nam Phi - Piere Issa (1995-2000) - Steve Mokone (1958-1959) Thụy Điển - Gunnar Andersson (1950-1958) - Dan Ekner (1950-1951) - Klas Ingesson (2000-2001) - Anders Linderoth (1977-1980) - Roger Magnusson (1968-1974) Thụy Sĩ - Fabio Celestini (2002-2004) Uruguay - Enzo Francescoli (1989-1990) |

|}

#### Quả bóng vàng châu Âu
Cầu thủ đoạt giải Quả bóng vàng châu Âu khi đang chơi cho Olympique de Marseille:
- Jean-Pierre Papin – 1991

#### Chiếc giày vàng châu Âu
Cầu thủ đoạt giải Chiếc giày vàng châu Âu khi đang chơi cho Olympique de Marseille:
- Josip Skoblar (44 bàn) – 1971

## Huấn luyện viên và chủ tịch nổi tiếng
Bản mẫu:Go
| Huấn luyện viên - Mario Zatelli - Lucien Leduc - Raymond Goethals - Rolland Courbis - Tomislav Ivić - Franz Beckenbauer - Javier Clemente - Eric Gerets - Didier Deschamps - Marcelo Bielsa | Chủ tịch - Marcel Leclerc - Bernard Tapie |